# Mateo Marić
Mateo Marić (* 18. März 1998 in Mostar) ist ein bosnischer Fußballspieler. Er spielt seit 2021 bei Lokomotiva Zagreb in Kroatien.

## Karriere

### Verein
Mateo Marić trat 2009 dem HNK Grude bei und ging fünf Jahre später in den Nachwuchs von NK Široki Brijeg, wo er am 21. August 2016 im Alter von 18 Jahren beim 3:1-Heimsieg gegen FK Krupa na Vrbasu sein Debüt in der höchsten Spielklasse in Bosnien und Herzegowina gab. Marić, der in der Saison 2016/17 noch A-Jugendlicher war, lief in dieser Saison insgesamt dreimal für die Profimannschaft im Punktspielbetrieb auf, allesamt als Einwechselspieler. Sein erstes Tor in der Liga schoss er am 13. Mai 2018 beim 3:1-Heimsieg gegen FK Željezničar Sarajevo. Dieses Spiel war eines von sechs Saisoneinsätzen, ehe er in den folgenden Spielzeiten regelmäßig zum Einsatz kam und auch in der Europa-League-Qualifikation debütierte. In der Winterpause 2020/21 ging Marić dann weiter zum kroatischen Erstligisten Lokomotiva Zagreb.

### Nationalmannschaft
Am 4. September 2020 debütierte Mateo Marić beim 1:0-Sieg im EM-Qualifikationsspiel in Zenica gegen Wales für die bosnische U21-Nationalmannschaft.